# Альпийский вал

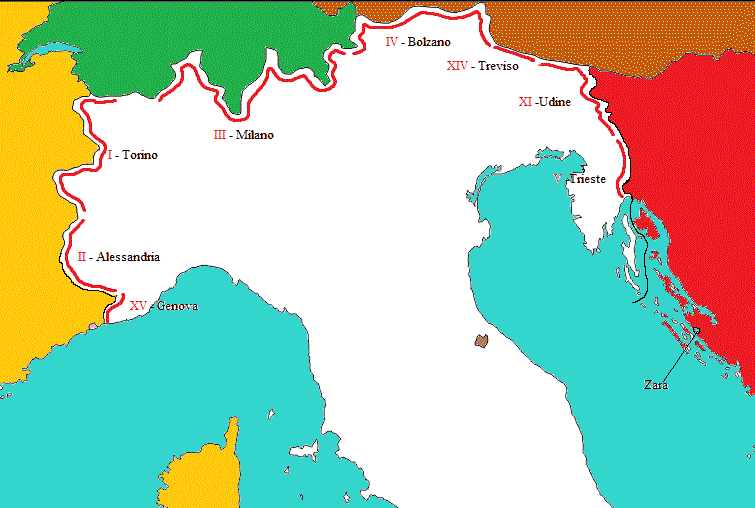
Альпийский вал с силами «пограничной гвардии»

Альпийский вал (итал. Vallo Alpino, Альпийские стены, Валло Альпино) — итальянская система укреплений (укрепленная линия) вдоль 1851 км северной границы Италии. Была построена в годы, предшествовавшие Второй мировой войне усилиями итальянского диктатора Бенито Муссолини. Эти фортификационные линии защищали границы с Францией, Швейцарией, Австрией и Югославией. Боевое заполнение осуществлялось силами т. н. «пограничной гвардии» («Guardia alla Frontiera» (GAF)), которая была специально создана для этой цели. Линия была по большей части построена между 1931 и 1943 годами, хотя первые новые казематы были построены Италией ещё в 1925 году. Когда строительство прекратилось, в начале 1943 года, было построено 1475 позиций.

## Предназначение
Альпийский вал представлял собой оборонительную линию, которая была аналогична по концепции другим укреплениям той же эпохи, такими как линии Мажино во Франции, или линия Зигфрида в Германии.
Сухопутные границы Италии в большинстве мест были гористы и поэтому легко защищаемы, но в годы, предшествовавшие Второй мировой войны, отношения Италии с её соседями были непростыми. Даже в своих отношениях с немецким союзником, Италия была обеспокоена немецкими амбициями по отношению к провинции Южный Тироль, населённой немецким большинством.
Из-за суровой природы альпийской границы, оборонительные сооружения были предназначены для защиты проходов в ущельях и создания наблюдательных постов в доступных местах.

## История
По материалам ЭСБЕ на начало 20-го века:

Гористый, бедный дорогами п-ов представляет удобные места для нападения лишь в некоторых пунктах зап. берега; вторжение больших масс неприятеля возможно лишь с С, где большим препятствием для этого служат Альпы, представляющие мало удобных для перехода мест. Со стороны Франции И. защищают трудно проходимые морские Альпы и высокие цепи Коттийских и Грайских Альп, до Монблана. Все проходы защищены рядом фортов, мелкие укрепления расположены вдоль подножия Альп, а далее лежат крепости Генуя, Алессандрия, Казале, Пьяченца, Павия, Пицциггеттоне, Кремона. Со стороны Швейцарии укрепления построены для защиты Шплюгенского и Симплонского проходов. Со стороны Австрии множество укреплений, фортов и батарей защищает все проходы; сильно укреплен также промежуток между р. Изонцо и Эч. На месте соединения долины Эч и Фриуля лежит знаменитый четырехугольник крепостей: Верона, Пескиера, Леньяно и Мантуя.

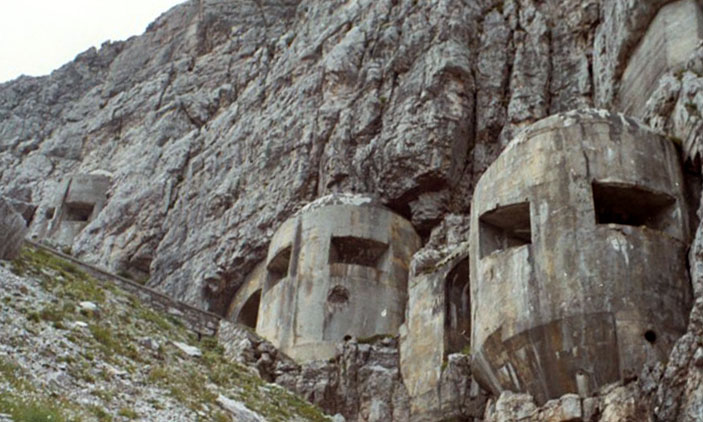
Укрепления встроенные в склоны гор

Строительство Альпийского вала всерьёз началось в 1931 году, и было предназначено для прикрытия дугообразной итальянской границы от Средиземного побережья на западе до города Фиуме на Адриатическом побережье на востоке. Эшелонированная оборона разделялась на три зоны по расстоянию от границы:
- «Зона безопасности»: В которой предполагалось осуществить первый контакт с противником.
- «Зона сопротивления»: В которой располагались тяжёлые фортификационные сооружения, способные к сопротивлению в окружении.
- «Зона выравнивания»: В которую предполагалось направить противника, предназначенная для организации мероприятий по осуществлению контратаки.

Были созданы три типа укреплений:

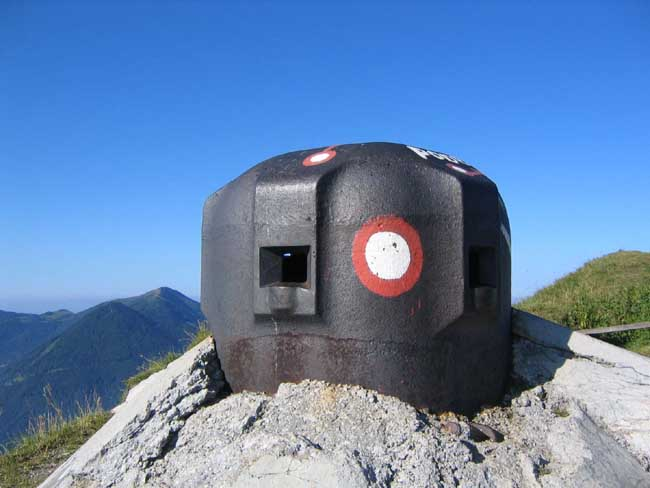
Бронированный наблюдательный пункт

- «Тип А»: Крупнейшие из укреплений, как правило, встроенные в склоны гор.
- «Тип B»: Небольшие долговременные укрепления.
- «Тип C»: Многочисленные убежища, блиндажи и оборудованные площадки для расположения контратакующих войск.

Строительство проводилось в обстановке секретности, и оказалось весьма затратным мероприятием, но в результате было построено 208 долговременных позиций с 647 пулемётами и 50 орудиями. Строительство продолжалось до 1943 года. Форты и ДОТы были вооружены смесью нового оружия и оборудования из Первой мировой войны. Конструкция ДОТов предполагала защиту от применения БОВ. Большая часть использованной брони была получена из Германии в качестве компенсации за итальянские военные мероприятия на благо Оси.

## Альпийский вал во время Второй мировой войны

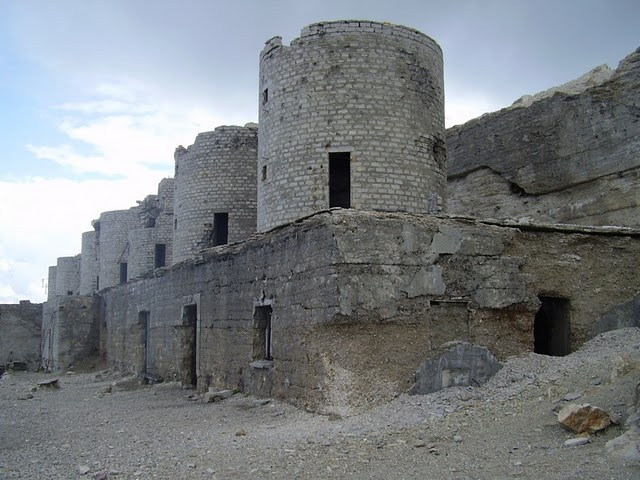
Форт Шабертон

Альпийский вал был мало использован во время Второй мировой войны. Во время итальянского вторжения во Францию в 1940 году, некоторые западные форты, такие как Форт Шабертон, вступили в перестрелку со своими французскими «коллегами» во французской альпийской части линии Мажино. Форт Шабертон получил попадания из французских 280-мм мортир и претерпел серьёзные повреждения. Кроме того, некоторые укрепления были использованы немцами в 1944 году.

## После Второй мировой войны

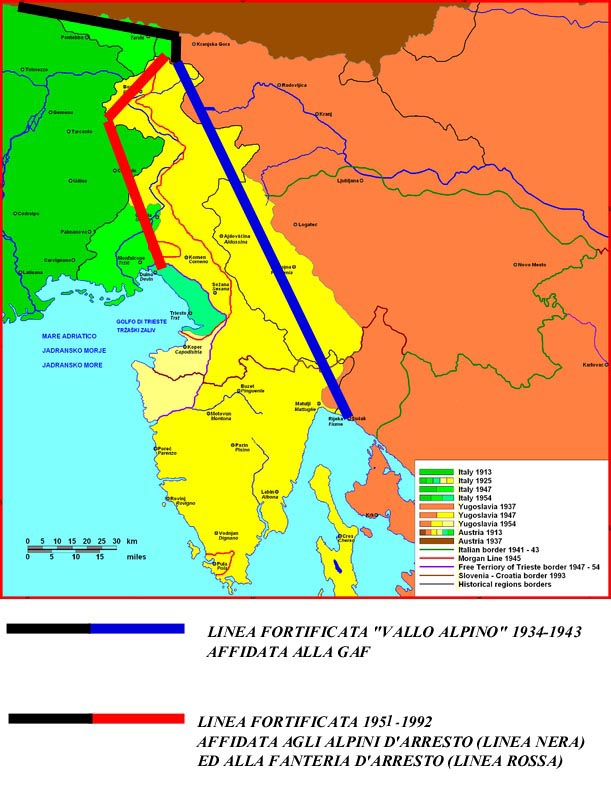
Новая оборонительная линия, выделена красным и чёрным цветом.

В конце конфликта, некоторые из западных укреплений были уничтожены, в то время как часть восточных укреплений были переданы Югославии. Парижский мирный Договор 1947 года запретил строительство или расширение укреплений на расстоянии двадцати километров от границы.
Тем не менее, с вступлением Италии в НАТО, началось строительство новой оборонительной линии от Австрии до Адриатического моря вдоль рек на границе с Югославией. Новая линия использовала ДОТы, в которых были установлены танковые башни (наподобие немецких ДОТов времён предыдущего конфликта), что позволяло иметь сектор горизонтального обстрела в 360 градусов и высокий темп стрельбы. К 1976 году эта система по-прежнему считалась полезной в случае короткого неядерного конфликта. После окончания холодной войны эти сооружения были списаны и разобраны в 1991—1993 годах.

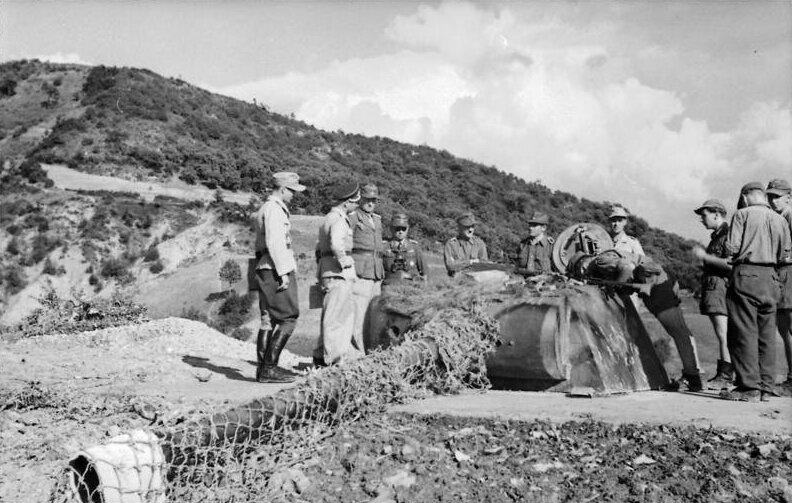
Немецкий Pantherturm-ДОТ времён предыдущего конфликта.

## Галерея

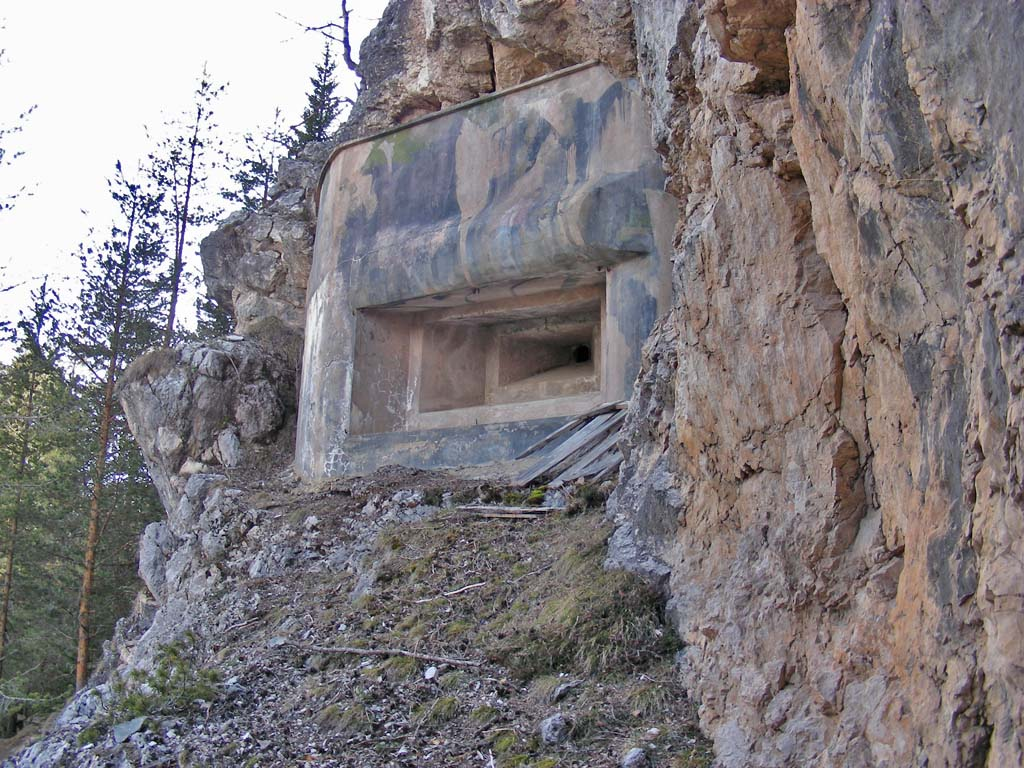
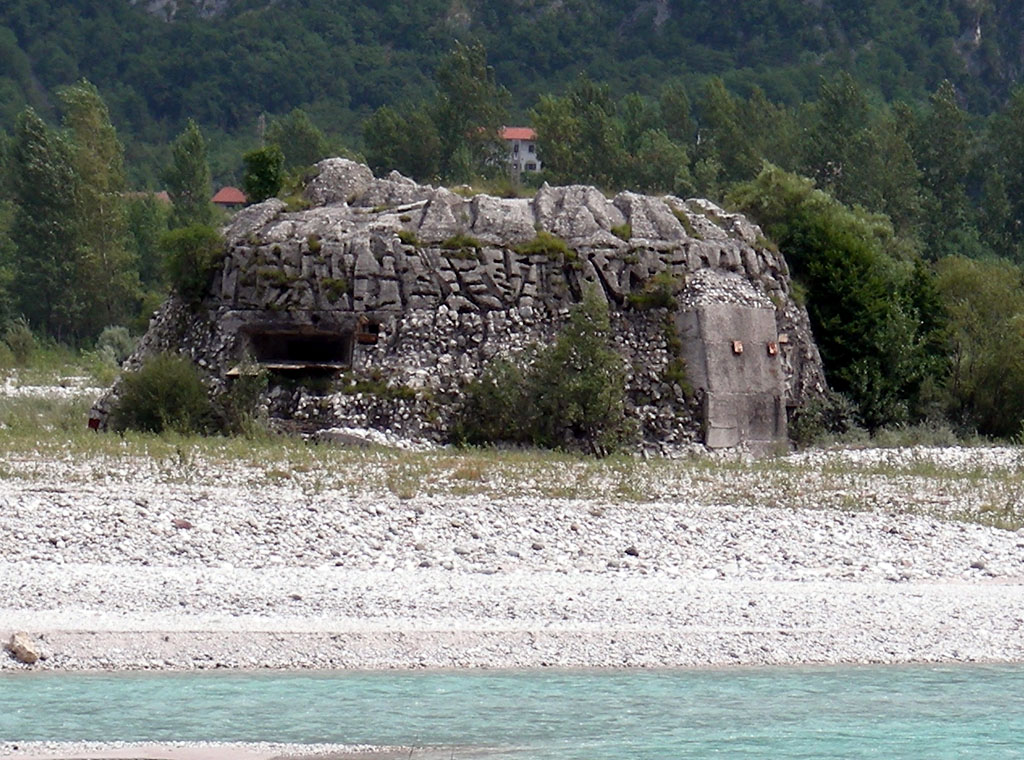
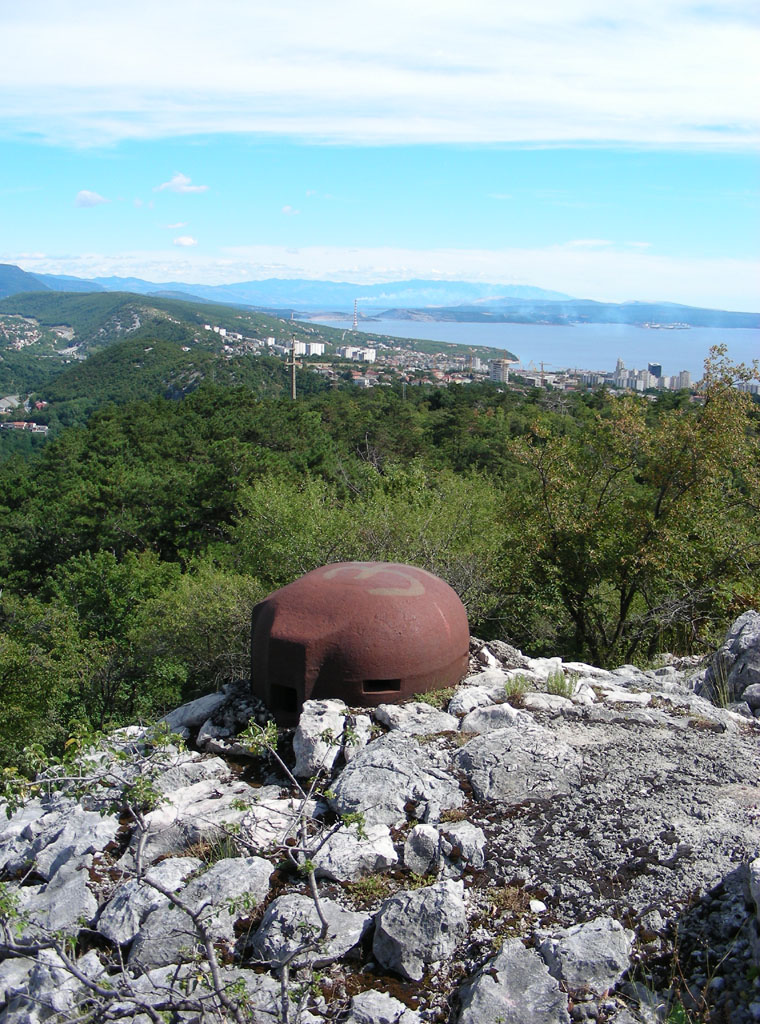
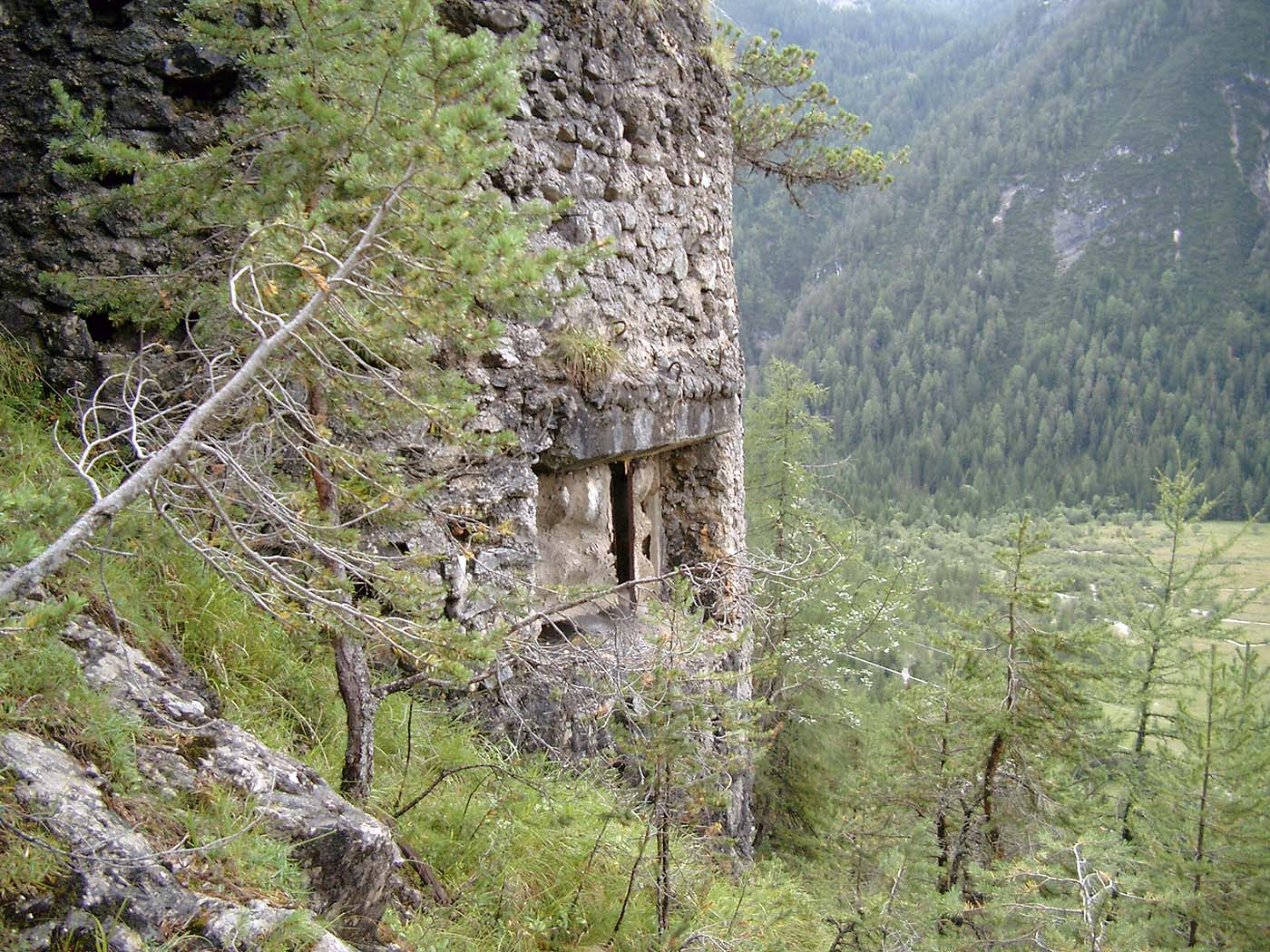
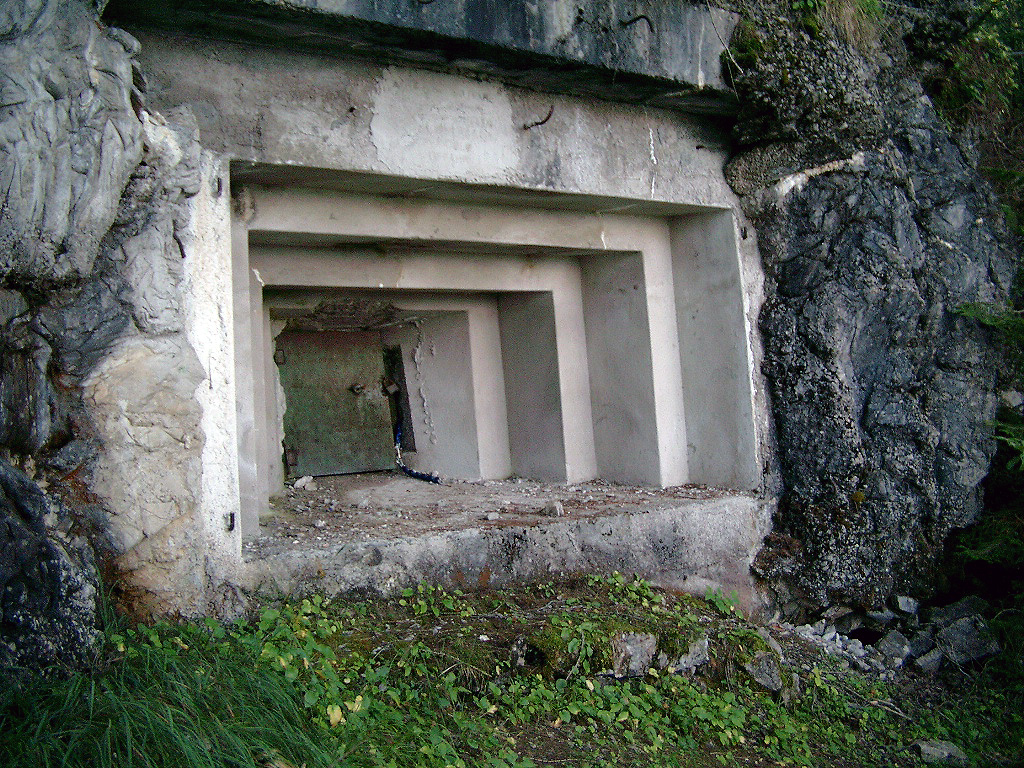
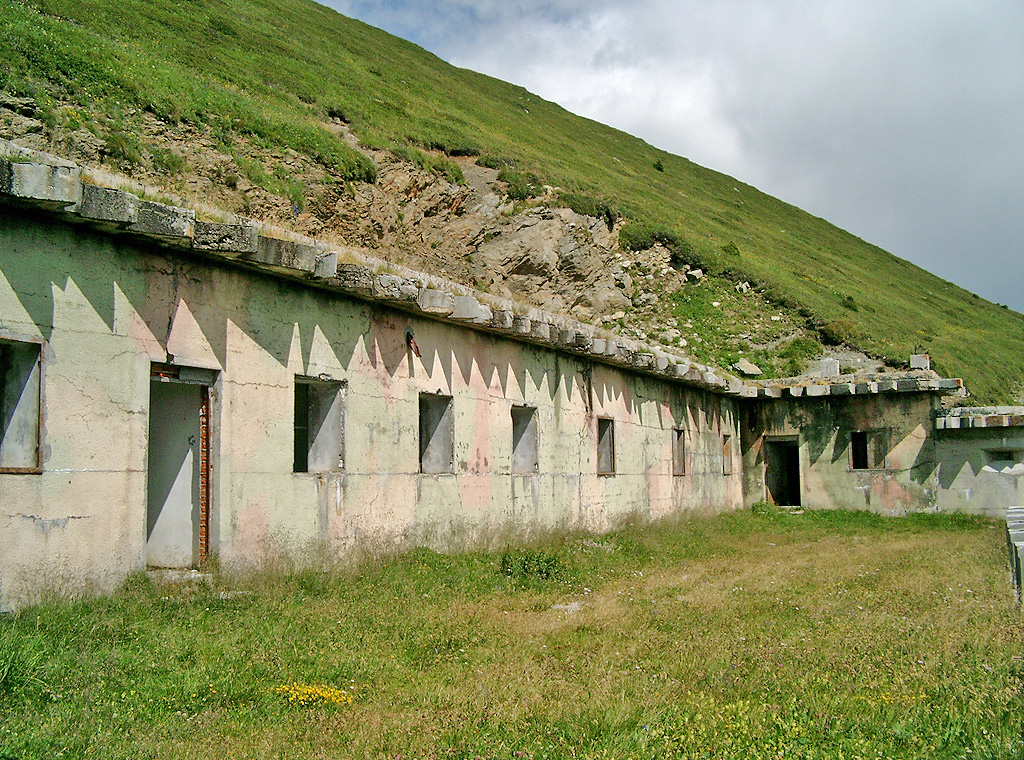
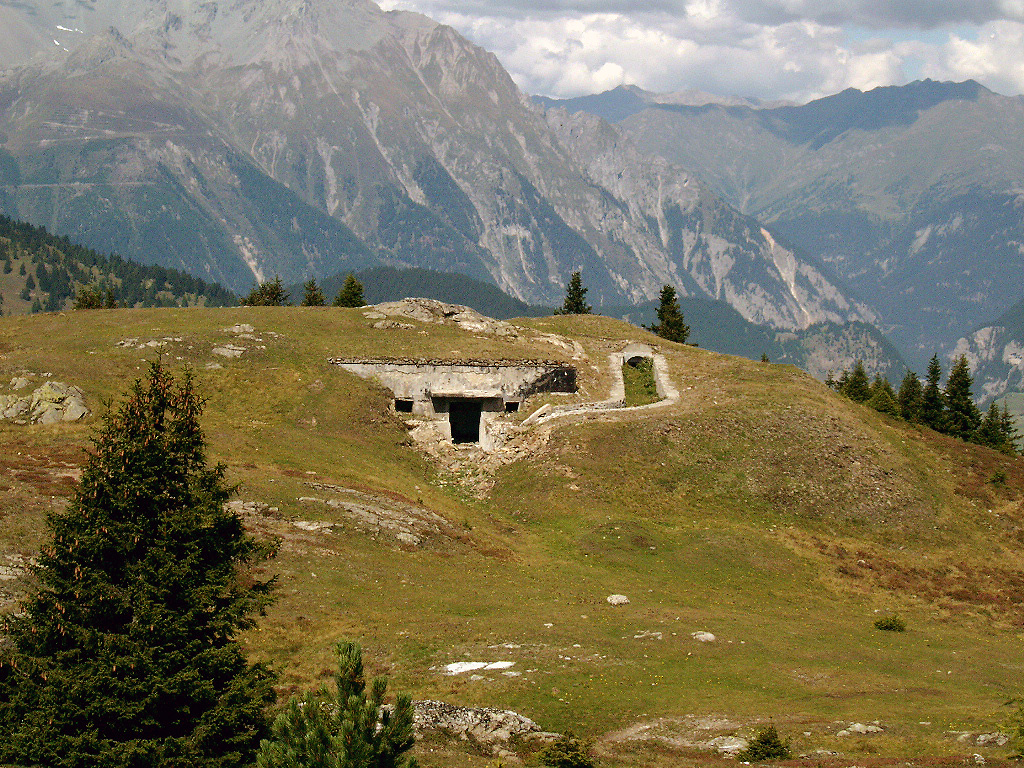
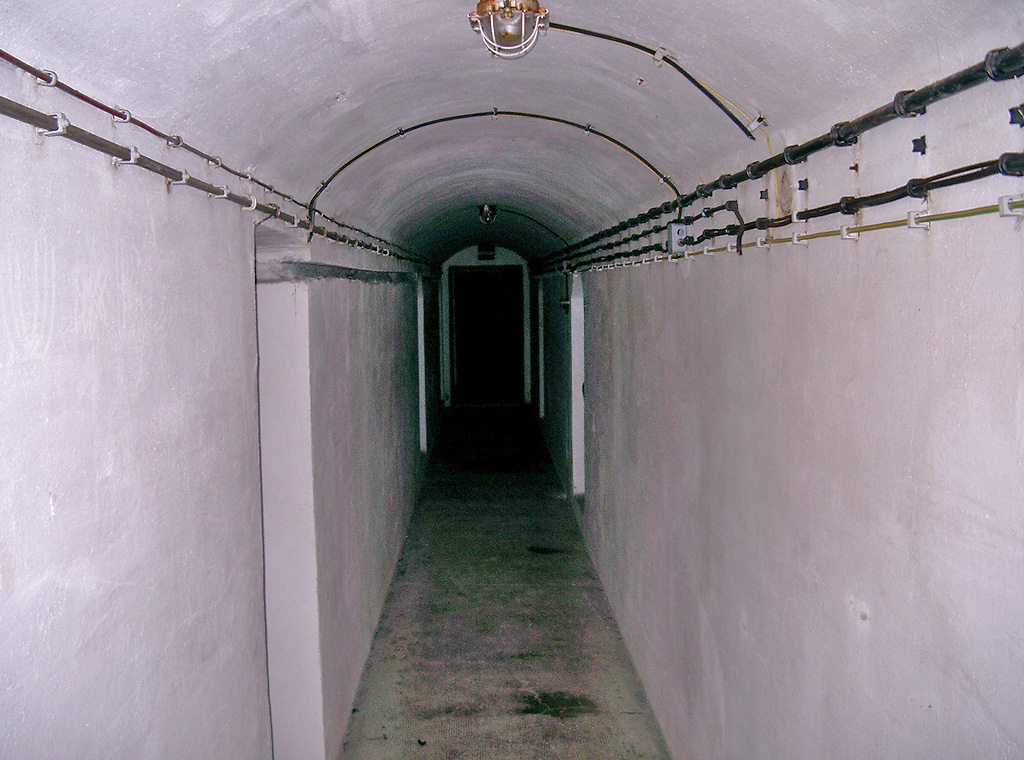
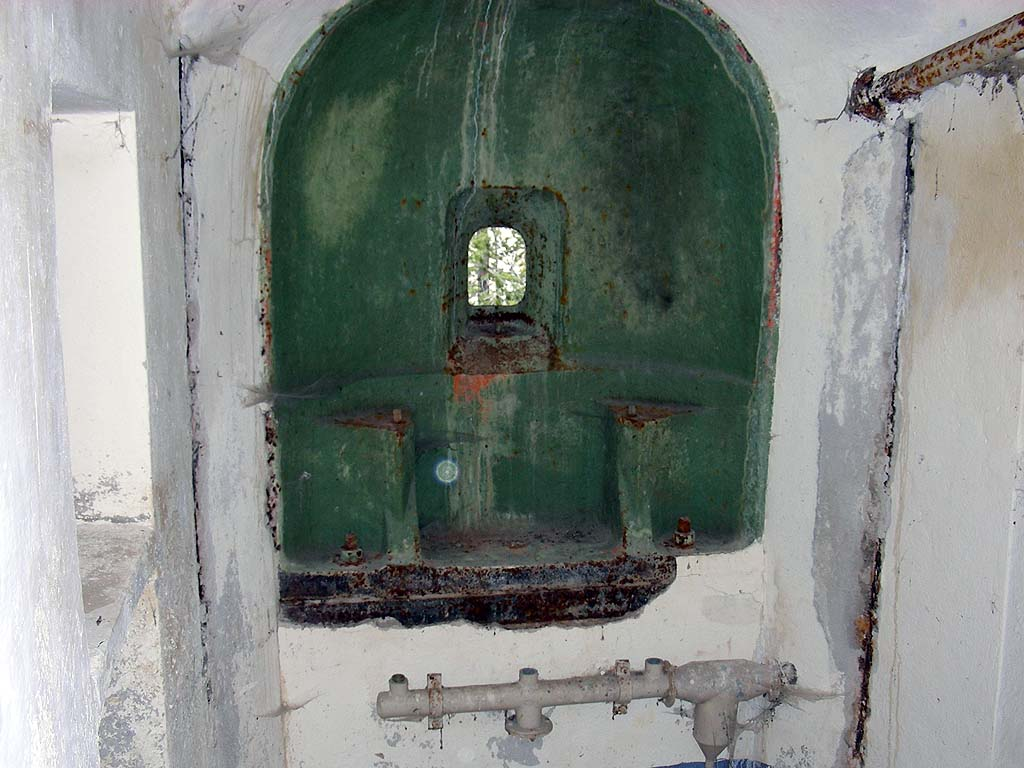